# Incognito (telenovela)
Incognito é uma telenovela filipina produzida pela Star Creatives e Studio Three Sixty e exibida pela Kapamilya Channel desde 20 de janeiro de 2025. É protagonizada por Richard Gutierrez, Baron Geisler, Maris Racal, Anthony Jennings, Kaila Estrada, Ian Veneracion e Daniel Padilla.

## Enredo
Em busca de redenção, uma equipe de sete desajustados se junta a uma companhia militar privada em uma série de missões mortais contra o submundo do crime.

## Elenco

### Elenco principal
- Richard Gutierrez como Jose "JB" Bonifacio
  - Robbie Wachtel como jovem JB
- Daniel Padilla como Andres Malvar
  - Francis Saagundo como jovem Andres
- Ian Veneracion como colonel Gregorio "Greg" Paterno
- Baron Geisler como Miguel "Migs" Tecson
- Kaila Estrada como Max Alvero
- Anthony Jennings como Tomas "Tom" Guerrero
- Maris Racal como Gabriela “Gab” Rivera / Scarlett

### Elenco de apoio
- Eddie Gutierrez como Antonio "Tony" Bonifacio
- Bembol Roco como Ninong
- Jestoni Alarcon como geral Donnie Novilla
- Agot Isidro como Isabel Escalera
- Malou de Guzman como Apo Esang Malvar
- Raymond Bagatsing como embaixador Jigme Rai
- Art Acuña como Timor "Señor" Escalera
- Cris Villanueva como Pedro Malvar
- Ryan Eigenmann como Eugene Escalera / Clover
- Antonio Aquitania como Lorenzo Paterno
- Polo Ravales como Emilio "Emil" Manalastas
- Dino Imperial como Francis Escalera / Diamond
- Eric Tai como Shan Escalera
- Joel Torre como Samuel

### Participações especiais
- Belle Mariano como Takako Rai
- Elijah Canlas como Donato Escalera / Spade
- Jane de Leon como Sylvia Escalera-Jayin / Heart

## Exibição
| País/Região      | Emissora          | Data de estréia       | Data de final | Título    |
| ---------------- | ----------------- | --------------------- | ------------- | --------- |
| Filipinas        | Kapamilya Channel | 20 de janeiro de 2025 | julho de 2025 | Incognito |
| Filipinas        | A2Z               | 20 de janeiro de 2025 | julho de 2025 | Incognito |
| Filipinas        | TV5               | 20 de janeiro de 2025 | julho de 2025 | Incognito |
| Estados Unidos   | TFC               | janeiro de 2025       | julho de 2025 | Incognito |
| Canadá           | TFC               | janeiro de 2025       | julho de 2025 | Incognito |
| Japão            | TFC               | janeiro de 2025       | julho de 2025 | Incognito |
| Coreia do Sul    | TFC               | janeiro de 2025       | julho de 2025 | Incognito |
| Taiwan           | TFC               | janeiro de 2025       | julho de 2025 | Incognito |
| Hong Kong        | TFC               | janeiro de 2025       | julho de 2025 | Incognito |
| Malásia          | TFC               | janeiro de 2025       | julho de 2025 | Incognito |
| Indonésia        | TFC               | janeiro de 2025       | julho de 2025 | Incognito |
| Singapura        | TFC               | janeiro de 2025       | julho de 2025 | Incognito |
| Papua-Nova Guiné | TFC               | janeiro de 2025       | julho de 2025 | Incognito |
| Austrália        | TFC               | janeiro de 2025       | julho de 2025 | Incognito |
| Nova Zelândia    | TFC               | janeiro de 2025       | julho de 2025 | Incognito |
| Europa           | TFC               | janeiro de 2025       | julho de 2025 | Incognito |
| Médio Oriente    | TFC               | janeiro de 2025       | julho de 2025 | Incognito |

## Produção
As filmagens principais começaram em setembro de 2024 em El Nido, Palawan e Matera, na Itália.

## Lançamento
A série foi lançada primeiro na Netflix 3 dias antes da transmissão em 17 de janeiro de 2025, no iWantTFC 2 dias antes da transmissão em 18 de janeiro de 2025, e sua estreia em 20 de janeiro de 2025.

## Recepção

### Classificações e audiência
Após seu lançamento, Incognito alcançou o primeiro lugar nos programas mais assistidos da Netflix nas Filipinas. A telenovela estreou com 585.973 espectadores simultâneos em sua estreia no Kapamilya Online Live exibida pela YouTube. De acordo com a Nationwide Urban Television Audience Measurement da AGB Nielsen Philippines Pessoas em lares de televisão, Incognito estreou com 8,7% de classificação.